# توماس باكوس
توماس باكوس هو سياسي أمريكي، ولد في 1800، وتوفي في 1858. نشط حزبياً في الحزب الديمقراطي. وقد انتخب عضو مجلس نواب كونيتيكت ‏.